# 24. BAFTA-gála
A 24. BAFTA-gálát 1971-ben tartották, melynek keretében a Brit film- és televíziós akadémia az 1970. év legjobb filmjeit és alkotóit díjazta.

## Díjazottak és jelöltek
(a díjazottak félkövérrel vannak jelölve)

### Legjobb film
Butch Cassidy és a Sundance kölyök
- Kes
- MASH
- Ryan lánya

### David Lean-díj a legjobb rendezésért
George Roy Hill - Butch Cassidy és a Sundance kölyök
- Ken Loach - Kes
- Robert Altman - MASH
- David Lean - Ryan lánya

### Legjobb elsőfilmes
Dai Bradley - Kes
- Liza Minnelli - Első szerelem
- Michael Sarrazin - A lovakat lelövik, ugye?
- Sally Thomsett - Hárman a vasút mentén

### Legjobb főszereplő
Robert Redford - Butch Cassidy és a Sundance kölyök/Halál a Rubin hegyen/Verseny a lejtőn
- Elliott Gould - Bob és Carol és Ted és Alice/MASH
- Paul Newman - Butch Cassidy és a Sundance kölyök
- George C. Scott - A tábornok

### Legjobb női főszereplő
Katharine Ross - Butch Cassidy és a Sundance kölyök/Halál a Rubin hegyen
- Jane Fonda - A lovakat lelövik, ugye?
- Goldie Hawn - A kaktusz virága/Lány a levesemben
- Sarah Miles - Ryan lánya

### Legjobb férfi mellékszereplő
Colin Welland - Kes
- Bernard Cribbins - Hárman a vasút mentén
- John Mills - Ryan lánya
- Gig Young - A lovakat lelövik, ugye?

### Legjobb női mellékszereplő
Susannah York - A lovakat lelövik, ugye?
- Yvonne Crowley - Ryan lánya
- Estelle Parsons - Watermelon Man
- Maureen Stapleton - Airport

### Legjobb forgatókönyv
Butch Cassidy és a Sundance kölyök - William Goldman
- Bob és Carol és Ted és Alice - Paul Mazursky, Larry Tucker
- Kes - Barry Hines, Ken Loach, Tony Garnett
- A lovakat lelövik, ugye? - James Poe, Robert E. Thompson

### Legjobb operatőri munka
Butch Cassidy és a Sundance kölyök
- A 22-es csapdája
- Ryan lánya
- Waterloo

### Legjobb jelmez
Waterloo
- Anna ezer napja
- Cromwell
- Ryan lánya

### Legjobb vágás
Butch Cassidy és a Sundance kölyök
- MASH
- Ryan lánya
- A lovakat lelövik, ugye?

### Anthony Asquith-díj a legjobb filmzenének
Butch Cassidy és a Sundance kölyök - Burt Bacharach
- Alice étterme - Arlo Guthrie
- Figurák a tájban - Richard Rodney Bennett
- Hárman a vasút mentén - Johnny Douglas

### Legjobb díszlet
Waterloo
- Anne ezer napja
- Ryan lánya
- Scrooge

### Legjobb hang
Butch Cassidy és a Sundance kölyök
- MASH
- A tábornok
- Ryan lánya

### Legjobb animációs film
Henry Nine 'Til Five
- Children and Cars
- Espolio
- It's Tough To Be A Bird

### Legjobb rövidfilm
The Shadow Of Progress
- Blake
- The Gallery
- The Winds Of Fogo

### Legjobb speciális film
The Rise And The Fallen Of The Great Lakes
- Continental Drift
- Policeman
- A Study In Change

### Robert Flaherty-díj a legjobb dokumentumfilmnek
Sad Song Of Yellow Skin

### Egyesült Nemzetek-díj az ENSZ Alapokmányának egy vagy több elvét bemutató filmnek
MASH
- A 22-es csapdája
- Vallomás
- Kes

### Akadémiai tagság
Alfred Hitchcock